# Municipio de Dash
El municipio de Dash (en inglés: Dash Township) es un municipio ubicado en el condado de Towner en el estado estadounidense de Dakota del Norte. En el año 2010 tenía una población de 25 habitantes y una densidad poblacional de 0,21 personas por km².

## Geografía
El municipio de Dash se encuentra ubicado en las coordenadas 48°56′34″N 99°4′37″O / 48.94278, -99.07694. Según la Oficina del Censo de los Estados Unidos, el municipio tiene una superficie total de 116.74 km², de la cual 114,74 km² corresponden a tierra firme y (1.71 %) 2 km² es agua.

## Demografía
Según el censo de 2010, había 25 personas residiendo en el municipio de Dash. La densidad de población era de 0,21 hab./km². De los 25 habitantes, el municipio de Dash estaba compuesto por el 100 % blancos. Del total de la población el 0 % eran hispanos o latinos de cualquier raza.